# Чадуик Боузман
Чадуик Арън Боузман (на английски: Chadwick Aaron Boseman) е американски актьор.

## Биография
Роден е на 29 ноември 1976 година в Андерсън, Южна Каролина, в афроамериканско работническо семейство. През 2000 година получава бакалавърска степен по режисура от Университета „Хауърд“. Започва да се снима в телевизията, а след това и в киното и придобива известност с участието си във филми, като „Номер 42-ри“ („42“, 2013), „Капитан Америка: Войната на героите“ („Captain America: Civil War“, 2016), „Отмъстителите: Война без край“ („Avengers: Infinity War“, 2018), „Черната пантера“ („Black Panther“, 2018).
Чадуик Арън Боузман умира на 43 години, на 28 август 2020 г., след 4 годишна борба с рак на дебелото черво.

## Избрана филмография
- „Смъртоносно минало“ („The Kill Hole“, 2012)
- „Номер 42-ри“ („42“, 2013)
- „Боговете на Египет“ („Gods of Egypt“, 2016)
- „Капитан Америка: Войната на героите“ („Captain America: Civil War“, 2016)
- „Черната пантера“ („Black Panther“, 2018)
- „Отмъстителите: Война без край“ („Avengers: Infinity War“, 2018)
- „Отмъстителите: Краят“ („Avengers: Endgame“, 2019)